# 鲍德温县 (亚拉巴马州)
鲍德温县（英語：Baldwin County）是位于美国亚拉巴马州西南部的一个郡，县治貝米内特。根据美国人口普查局2020年的统计，共有人口231,767人；其中白人占87.15%、非裔占10.29%。